# Косодавль
Косодавль — деревня в Весьегонском муниципальном округе Тверской области.

## География
Деревня находится на левом берегу реки Реня в северо-восточной части Тверской области, приблизительно в 18 км к запад-юго-западу от города Весьегонск.

## История
Известна с XVIII века как вотчина Краснохолмского Николаевского Антониева монастыря. Дворов было здесь 32 (1859 год), 43 (1889), 85 (1931), 69 (1963), 31 (1993), 23 (2008). До 2019 года входила в состав Ёгонского сельского поселения до упразднения последнего.

## Население
| 2010 |
| ---- |
| 47   |

Численность населения: 225 человек (1859 год), 288 (1889), 352 (1931), 156 (1963), 55 (1993), 64 (русские 97 %) в 2002 году.